# Беллпорт (Нью-Йорк)
Беллпорт (англ. Bellport) — селище (англ. village) в США, в окрузі Саффолк штату Нью-Йорк. Населення — 2203 особи (2020).

## Географія
Беллпорт розташований за координатами 40°45′3″ пн. ш. 72°56′29″ зх. д. / 40.75083° пн. ш. 72.94139° зх. д. (40.750950, -72.941325).  За даними Бюро перепису населення США в 2010 році селище мало площу 3,98 км², з яких 3,74 км² — суходіл та 0,24 км² — водойми.

## Демографія
Згідно з переписом 2010 року, у селищі мешкали 2084 особи в 921 домогосподарстві у складі 589 родин. Густота населення становила 524 особи/км².  Було 1170 помешкань (294/км²).
Расовий склад населення:
| - 94,2 % — білих - 1,7 % — чорних або афроамериканців - 1,3 % — азіатів - 0,4 % — корінних американців |

До двох чи більше рас належало 1,8 %. Частка іспаномовних становила 4,2 % від усіх жителів.
За віковим діапазоном населення розподілялося таким чином: 17,2 % — особи молодші 18 років, 60,4 % — особи у віці 18—64 років, 22,4 % — особи у віці 65 років та старші. Медіана віку мешканця становила 51,3 року. На 100 осіб жіночої статі у селищі припадало 93,5 чоловіків;  на 100 жінок у віці від 18 років та старших — 92,3 чоловіків також старших 18 років.
Середній дохід на одне домашнє господарство  становив 123 413 долари США (медіана — 82 500), а середній дохід на одну сім'ю — 150 107 доларів (медіана — 101 667). Медіана доходів становила 86 250 доларів для чоловіків та 54 205 доларів для жінок. За межею бідності перебувало 4,4 % осіб, у тому числі 6,9 % дітей у віці до 18 років та 2,9 % осіб у віці 65 років та старших.
Цивільне працевлаштоване населення становило 929 осіб. Основні галузі зайнятості: освіта, охорона здоров'я та соціальна допомога — 33,6 %, науковці, спеціалісти, менеджери — 12,9 %, роздрібна торгівля — 8,8 %, мистецтво, розваги та відпочинок — 7,2 %.